# سيراس شو
سيراس شو هو سياسي كندي، ولد في 25 يناير 1850، وتوفي في 27 سبتمبر 1900.